# تششمة زمزم (مقاطعة دورة)
تششمة زمزم (بالفارسية: چشمه زمزم) هي قرية تقع في قسم تشكن الريفي (مقاطعة دورة) في إيران. يقدر عدد سكانها بـ 364 نسمة بحسب إحصاء 2016.